# Leonardo Boff

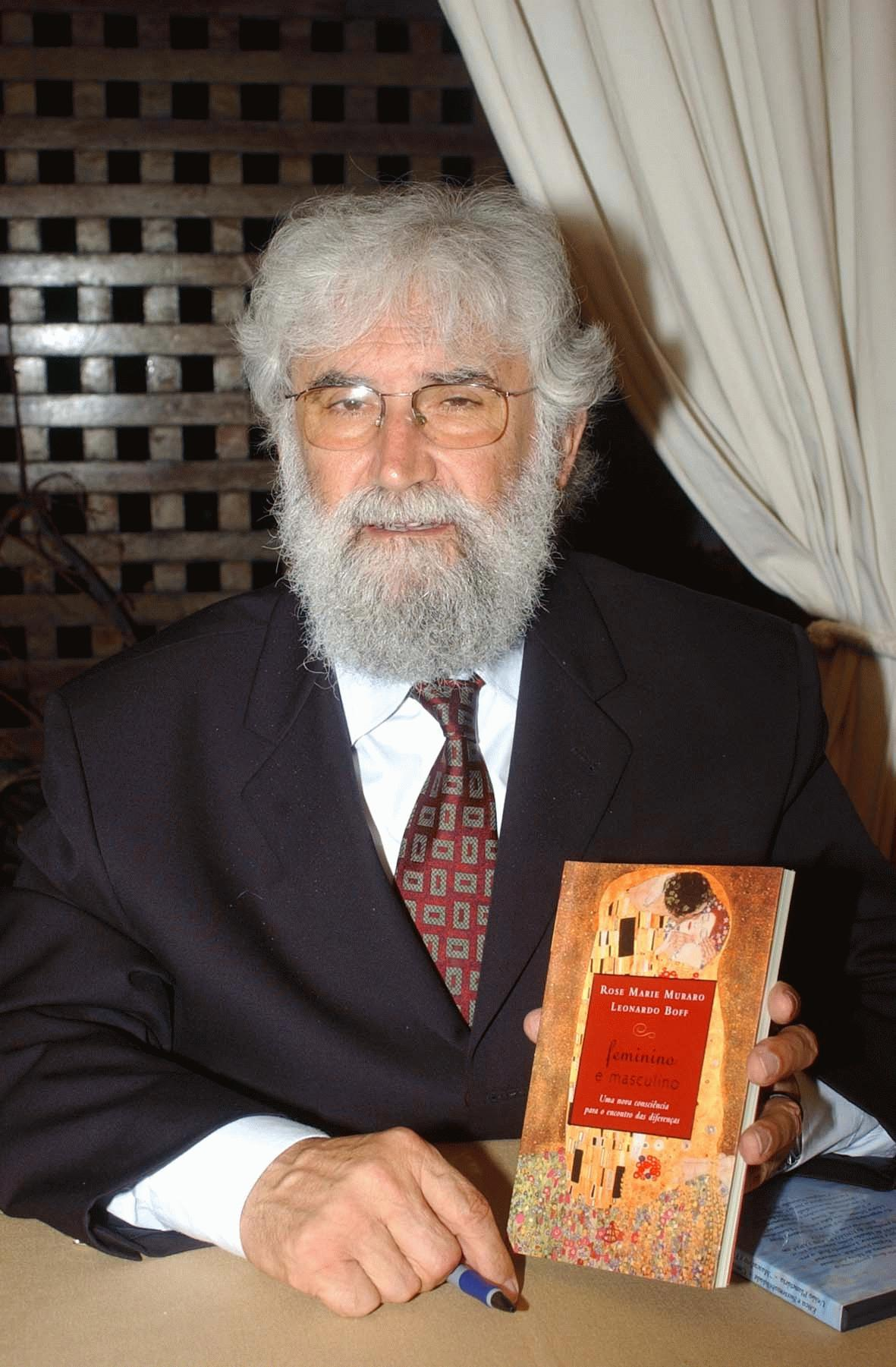
Leonardo Boff

Leonardo Boff (Concórdia, Santa Catarina, Brazilië, 14 december 1938) is een Braziliaans theoloog, filosoof en schrijver, bekend vanwege zijn actieve steun voor de rechten van de armen en de buitengeslotenen. Hij is een van de stichters van de bevrijdingstheologie samen met Gustavo Gutiérrez. Hij was betrokken bij de eerste uitingen van verontwaardiging over de ellende en het marginaliseren met veelbelovende geloofspreken, die tot de bevrijdingstheologie hebben geleid. Sinds 1993 doceert hij ethiek en theologie in Rio de Janeiro.
Hij heeft zich altijd vurig ingezet voor de mensenrechten, waarbij hij hielp met het formuleren van een nieuw Latijns-Amerikaans perspectief met "Rechten voor Leven en de middelen om dat waardig te houden." Het werk van bevrijdingstheologen hielp bij de formatie van meer dan een miljoen geestelijke basisgemeenschappen onder arme katholieken in Latijns-Amerika. Het bekritiseerde ook de rol van de Rooms-Katholieke Kerk in de sociale en economische structuur die de gemeenschappen waar ze in werkten onderdrukte. Boff vond veel bevestiging voor zijn werk in hoofdstuk 1, No. 8 van Lumen Gentium ("Licht van de Naties"), een document van Vaticanum II.
In 1985 werd hem door de Congregatie voor de Geloofsleer, geleid door de toenmalige kardinaal en voormalige paus Joseph Ratzinger, voor een jaar het zwijgen opgelegd vanwege zijn boek Kerk, Charisma en Macht. In 1970 was Ratzinger een van zijn promotoren toen Boff in München zijn proefschrift verdedigde. Boff werd in 1992 bijna weer het zwijgen opgelegd door Rome, om te voorkomen dat hij deel zou nemen aan Eco-92 in Rio de Janeiro, wat er uiteindelijk toe leidde dat hij de Franciscaanse orde en het priesterschap verliet. Hij is het grootste deel van zijn leven werkzaam geweest als professor op het vlak van de theologie, de ethiek en de filosofie in Brazilië en ook als spreker in vele universiteiten in andere landen, zoals in Heidelberg, Harvard, Salamanca, Barcelona, Lund, Leuven, Parijs, Oslo en Turijn. Hij heeft meer dan 100 boeken geschreven, die vertaald zijn in de belangrijkste wereldtalen. In 1997 heeft het Zweedse parlement hem bekroond met de Right Livelihood Award.